# Fouad Sidali
Fouad Sidali (Berkane, 4 juni 1966) is een Marokkaans-Nederlandse journalist, voorlichter en politicus.

## Levensloop
Sidali werd geboren in Berkane, een kustplaats in het noordoosten van Marokko, vlak tegen de Algerijnse grens aan. Op driejarige leeftijd, in 1969, kwam hij met zijn ouders naar Nederland. Het gezin van vijf kinderen kwam te wonen in Bergen op Zoom.
Na de havo aan scholengemeenschap 't Rijks studeerde hij journalistiek in Utrecht, en woonde hij in Leiden. Een jaar vóór zijn studie werkte hij als vrijwilliger bij het tweetalig maandblad Al-Mizan, een initiatief van een aantal Leidse jongeren van Marokkaanse afkomst.
Vanaf 1985, nog tijdens zijn studie, werkte hij voor de lokale omroep in Den Haag. Hier was hij programmamaker voor de uitzendingen in het Marokkaans/Nederlands, waarvan eindredactie bij Ahmed Aboutaleb lag. In 1991 vertrok hij naar Hilversum om voor het NOS Journaal te werken. Als redacteur werkte hij tot 1996 op zowel de binnenland- als buitenlandredactie.
In 1996 ging hij naar Amsterdam om als verslaggever voor het SBS-programma Hart van Nederland en Het Nieuws te werken. In 2001 keerde hij terug naar het NOS Journaal, voor de functie van speciaal redacteur. Hij hield zich bezig met onderwerpen over diversiteit, islam en de veranderingen in de Nederlandse samenleving. Daarbij adviseerde hij het Journaal over de berichtgeving rond dit soort onderwerpen en boorde hij voor het Journaal een nieuw netwerk aan.
In 2003 verruilde hij de journalistiek voor het woordvoerderschap. Hij werd bestuursvoorlichter voor het college van burgemeester en wethouders in Amsterdam, waar hij woordvoerder werd voor wethouder Hannah Belliot. In hetzelfde college was ook Ahmed Aboutaleb wethouder.
In 2005 ging Sidali werken als senior communicatieadviseur voor Pleon bv, een internationaal communicatiebureau in Amstelveen. Hij adviseerde onder andere het ministerie van Justitie, de gemeente Midden-Delfland en het Waterschap Noord Noord-Holland.
In 2005 werd hij naast zijn werk als communicatieadviseur ook voorzitter van het Samenwerkingsverband van Marokkaanse Nederlanders (SMN) het inspraakorgaan voor Marokkanen bij de Nederlandse overheid. In deze functie verwierf hij veel bekendheid door zijn vele optredens op tv, radio en kranten. Hij hield zich onder meer met het onderwerp radicalisering bezig, en hij ging in debat met imams als Fawaz Jneid. Toen imam Fawaz Jneid Ahmed Marcouch uitmaakte voor Munafiq (ongelovige) koos Sidali partij voor Marcouch. Hij eiste excuses van de imam, die daarop zijn woorden terugtrok. Sidali verwierf verder bekendheid door zijn optreden naar aanleiding van de film Fitna van Geert Wilders.
In mei 2007 werd hij door de PvdA in het Amsterdamse stadsdeel Bos en Lommer voorgedragen als stadsdeelwethouder. Hij kreeg de portefeuilles onderwijs en jeugd, welzijn en zorg, werk en inkomen en kunst en cultuur.
Op 14 september 2009 stelde Sidali zich kandidaat voor het lijsttrekkerschap van de Partij van de Arbeid Amsterdam-West. Het stadsdeel Amsterdam-West werd na de verkiezingen van maart 2010 gevormd uit een fusie tussen de stadsdelen Bos en Lommer, de Baarsjes, Oud-West en Westerpark. De andere kandidaten waren Ab Cherribi, stadsdeelbestuurder in de Baarsjes, en Martien Kuitenbrouwer, voorzitter van stadsdeel Westerpark. De laatste werd met grote meerderheid gekozen. In april 2009 treedt Sidali toe tot de Raad van Toezicht van de Vereniging Openbaar Onderwijs, VOO. In december 2009 werd Sidali door het partijcongres van de PvdA gekozen in het landelijk partijbestuur.
Vanaf 2011 is Sidali Presentator/Eindredacteur voor het NTR programma Dichtbij Nederland op Radio 5. In juni 2011 treedt hij toe tot de Raad van Toezicht van omroepvereniging VARA. 
Vanaf september 2013 is Sidali directeur van Stichting Connect Initiatieven in Amsterdam.
Op 24 april 2014 werd Sidali verkozen tot raadslid in de gemeente Haarlemmermeer, maar op 11 december 2014 werd hij namens de PvdA wethouder in de gemeente Culemborg. Zijn portefeuilles waren Jeugd(zorg), Coördinatie in het Sociaal Domein, Volksgezondheid, Welzijn en Sport. 
Na de gemeenteraadsverkiezingen van 2018 keerde Sidali niet meer terug in het college van Culemborg nadat de PvdA een zetel verloor en in de raad terugkeerde met maar een zetel. Hij werd fractievoorzitter en enig raadslid van de PvdA in Culemborg. In februari 2020 stapte hij op als raadslid en verhuisde met zijn gezin terug naar Haarlemmermeer waar hij terugkeerde bij de lokale PvdA fractie in die gemeente en als fractiemedewerker aan de slag ging.
Vanaf januari 2019 is hij directeur van de Stichting Peuterspeelzalen Dordrecht. Hij kreeg de opdracht om een personele unie te realiseren tussen de Stichting en het Openbaar Primair Onderwijs Dordrecht. Op 9 januari 2021 schoof de lokale fractie van de PvdA in de gemeente Haarlemmermeer Sidali naar voren als wethouder-kandidaat nadat PvdA wethouder Mieke Booij-van Eck om persoonlijke redenen onverwachts opstapte als wethouder. De gemeenteraad van Haarlemmermeer stemde voor zijn benoeming met 33 stemmen voor en hij werd diezelfde dag door burgemeester Marianne Schuurmans beëdigd tot wethouder. Als wethouder in Haarlemmermeer had hij de portefeuilles; Zorg, Woonbeleid, Volksgezondheid, Welzijn, dierenwelzijn, Sport, ICT en Bedrijfsvoering. 
Na de gemeenteraadsverkiezingen van 2022 keerde Sidali ook in Haarlemmermeer niet meer terug in het college van  nadat de PvdA uit het nieuwe college werd gehouden en vervangen werd door D66. Sidali is sinds juni 2022 fractievoorzitter van de driekoppige PvdA fractie in Haarlemmermeer.